# Музей образотворчого мистецтва De Buitenplats
Музе́й образотво́рчого мисте́цтва De Buitenplats — художній музей у нідерландському місті Елде, провінція Дренте, присвячений образотворчому мистецтву періоду після 1945 року. В колекції музею переважають твори нідерландських митців, таких, як Маттейс Рьолінг, Ян ван дер Кой, Вут Мюллер.

## Історія
Музей був створений за ініціативи місцевого подружжя Йоса ван Гронінгена (1934) та Яннеке ван Гронінген-Хазенберг (1943–2007), які мешкали у маєтку Нейсінгхьойс. У 1991 році вони створили фонд Нейсінгхьойс для будівництва павільйону для художнього музею. Для розробки проекту будівлі музею запросили архітектора Тона Альбертса з архітектурного бюро «Alberts en Van Huut». Згодом до проекту музею включили також і ландшафтний сад, розробляти який узявся ландшафтний дизайнер Йорн Копейн (нід. Jørn Copijn). Інвестиції в проект сягнули 5 мільйонів нідерландських гульденів (близько €2,3 млн.), плани подружжя ван Гронінгенів підтримали історики мистецтв Дідерік Крайпул та Хенк ван Ос. Згодом Європейський союз надав муніципалітетові Елде грант, який дозволив розпочати будівництво.

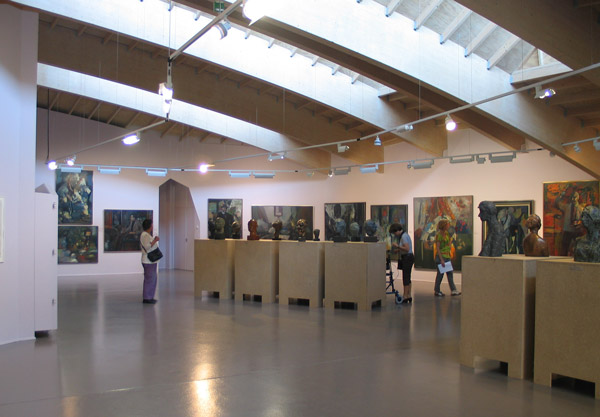
Інтер'єр музею

У 1996 році будівництво музею завершилося, а 9 жовтня того ж року відбулося урочисте відкриття за участі королеви Беатрікс. Тоді ж почалося і будівництво ландшафтного садку при музеї. Архітектор Тон Альберт збудував будівлю в органічному стилі, тісно співпрацюючи з ландшафтним дизайнером Йорном Копейном для досягнення максимального поєднання архітектури та природи. З боку саду в музеї є велика сцена для лекцій, театральних та музичних вистав, у саду — зелений амфітеатр на сотню глядачів і оранжерея.
Ландшафтний сад музею був відкритий 8 липня 2000 року.

## Колекція
У зібранні музею — твори образотворчого мистецтва післявоєнного періоду, переважно митців, що мешкали чи мешкають в Нідерландах. Також представлені твори сучасного мистецтва.
В музеї проводяться регулярні концерти камерної музики та поетичні читання. На території музею є також сувенірна крамниця і кафе.